# Piazza Nicola Demidoff
Piazza Nicola Demidoff è uno slargo del centro storico di Firenze, in Oltrarno, affacciata sul lungarno Serristori e la via dei Renai. È dedicata all'ambasciatore russo Nicola Demidoff.

## Storia e descrizione

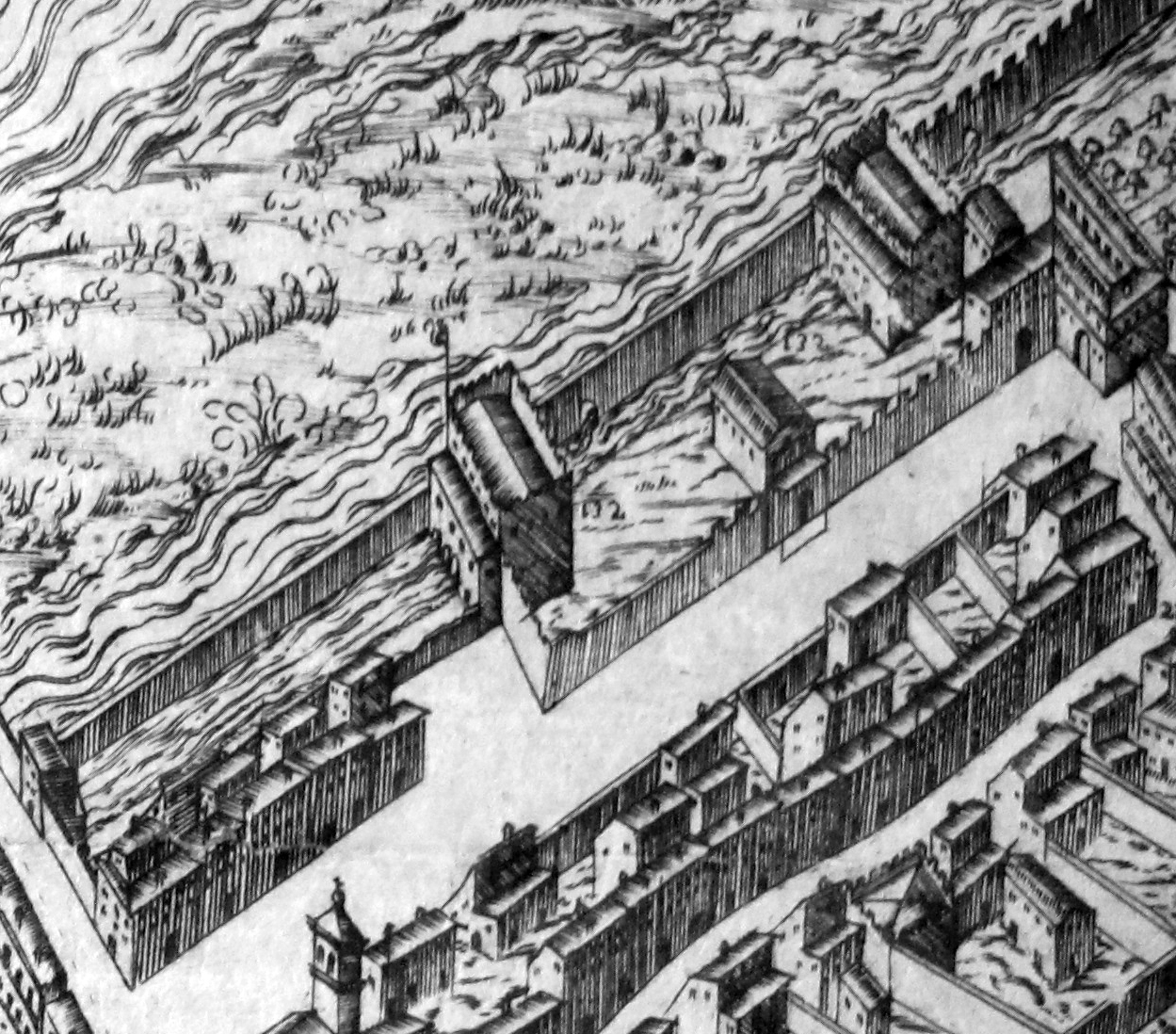
Le Mulina nella pianta del Buonsignori (1594)

Anticamente questa riva d'Arno era occupata del complesso delle Mulina di San Giorgio, ossia una serie di mulini fortificati che, tramite un canale deviato dal fiume e cinto da un muro merlato, azionava i meccanismi per macinare il grano e per altre attività. Il canale delle Mulina superava anche il ponte di Rubaconte ed azionava strutture simili presso il palazzo Del Nero, ed il suo sbocco in Arno esiste ancora, visibile sotto al lungarno Torrigiani. Inoltre si trovava qui il Renaio, cioè un deposito di rena alimentato dal fiume, da cui i renaioli estraevano materiale ghiaioso per l'edilizia.
La piazza fu realizzata tra il 1869 e il 1870 su progetto di Luigi Del Sarto (direttore dell'Uffizio d'Arte del Comune) nell'ambito dei lavori di sistemazione di questo tratto del lungarno, a loro volta da ricondurre al progetto generale di ingrandimento della città definito da Giuseppe Poggi per rispondere alle nuove esigenze dettate dalla scelta di Firenze come capitale del Regno (1865-1871). Più in particolare (dato che lo slargo non appare nei disegni iniziali) fu determinante nella sua attuale definizione la donazione al Comune di Firenze, nel 1869, del grandioso monumento a Nicola Demidoff (1773-1828) da parte dei suoi figli Paolo e Anatolio, tramite il procuratore generale di quest'ultimo, Alessandro Melchior. 
Questo determina il centro e l'emergenza della piazza, definita come giardino che dal lato del lungarno si pone alla stessa altezza della strada, mentre, visto l'inferiore livello della via dei Renai che corre alle sue spalle (e che un tempo anche grazie a questa depressione fungeva da cava di rena), è dagli altri lati definita da un muro a retta coronato da una ringhiera continua, oltre al quale corrono le strade che dal lungarno si innestano sulla via dei Renai. Tale sistemazione è da datarsi attorno al 1871, anno dell'inaugurazione del monumento. Le statue, realizzate in marmo zuccherino, ben presto diedero segni di deterioramento e allora fu commissionata a Giuseppe Martelli l'elegante copertura in ferro e vetro che protegge anche oggi il monumento.
Nonostante la sua limitata estensione, oltre a rappresentare nella visione d'insieme della cortina degli edifici del lungarno una piacevole interruzione, il giardino è sufficientemente frequentato, soprattutto come zona di sosta e riposo. Oltre al monumento, le aiuole e gli alberi di tiglio e, sul fondo, due chioschi destinati agli attrezzi dei giardinieri (dei primi del Novecento), contribuiscono a restituire al visitatore la dimensione del decoro urbano così come sentita dalla borghesia fiorentina tra Ottocento e i primi del secolo successivo.

### Edifici
Sulla piazza si affacciano i lati minori di palazzo Serristori (con la lapide sulla storia del palazzo) e della palazzina sul lungarno Serristori 25, mentre gli edifici alle spalle della piazza fanno tecnicamente parte della via dei Renai. Va comunque segnalato il palazzo Demidoff Amici (nn. 5-7) dove visse la famiglia Demidoff e che determinò la scelta di collocare qui il monumento e quindi la sorte della piazza stessa. Anche lo storico "Bar Necchi" del film Amici miei, ricordato oggi da una lapide, fa parte della numerazione della via dei Renai.

### Il monumento a Demidoff

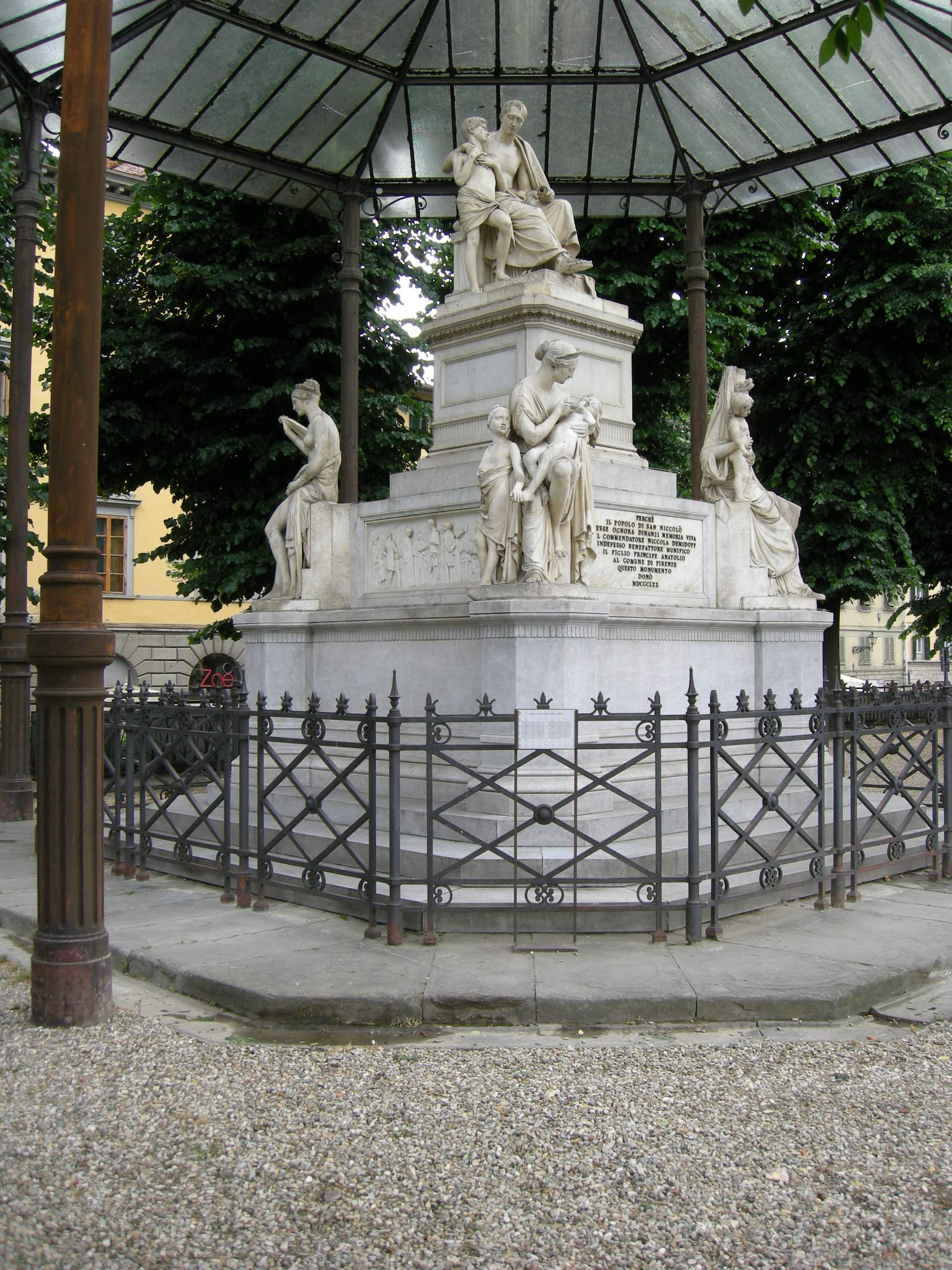
Il gruppo scultoreo di Lorenzo Bartolini in onore di Nicola Demidoff

Più antico della piazza stessa è il monumento al Demidoff: nel 1828 i suoi figli Anatolio e Paolo Demidoff ordinarono allo scultore Lorenzo Bartolini un monumento commemorativo in marmo rappresentante il Conte Nicola Demidoff attorniato da quattro gruppi allegorici che rappresentano le sue virtù benefiche, realizzato tra il 1830 e il 1849 (completato definitivamente solo nel 1871 dall'allievo di Bartolini Pasquale Romanelli, in seguito alla morte dell'artista). Inizialmente il monumento doveva essere posto nel giardino della sua villa di San Donato, poi venne posto all'interno, in una spettacolare cappella con cupoal ricoperta di malachite su pregetto di Giuseppe Martelli; in seguito il figlio Paolo la donò al Comune di Firenze, che la collocò nella piazza attuale, allora denominata "il Renaio" o piazza delle Mulina di San Giorgio.

### Lapidi
Su palazzo Serristori si trova una lapide su alcuni personaggi che vissero nel palazzo:
| QVESTO PALAZZO DA LORENZO DI AVERARDO SERRISTORI VESCOVO DI BITETTO INALZATO NEL MDXV FV STANZA A MALATESTA BAGLIONI SLEALE CAPITANO DELLE MILIZIE FIORENTINE DVRANTE IL MEMORABILE ASSEDIO E DAL CONTE ALFREDO DI LVIGI DEL SENATORE AVERARDO EBBE COMPIMENTO NEL MDCCCLXXIII |

Sul monumento invece si legge l'iscrizione:
| PERCHÉ IL POPOLO DI SAN NICCOLÒ AVESSE OGNORA DINANZI MEMORIA VIVA DEL COMMENDATORE NICCOLA DEMIDOFF INDEFESSO BENEFATTORE MUNIFICO IL FIGLIO PRINCIPE ANATOLIO AL COMUNE DI FIRENZE QUESTO MONUMENTO DONÒ MDCCCLXX |